# Teatro Ristori
Il Teatro Ristori è un teatro della città di Verona, con una capienza di 496 posti inaugurato nel 1844 e riaperto nel 2011 dopo un lungo lavoro di restauro.

## Storia
Agostino Sardi, un impresario, nel 1844, durante l'estate, aprì uno spazio teatrale a cielo aperto e con la maggior parte delle strutture in legno. Pochi anni più tardi fu acquistato da Gaetano Zangolini, che lo ribattezzò Teatro Valle, trasformandolo in un teatro vero e proprio: in muratura e con una sala chiusa. Così a partire dalla metà del secolo molte importanti compagnie drammatiche dell'epoca vennero a recitare nella sala. Contemporaneamente, iniziavano anche le rappresentazioni operistiche, che avrebbero a lungo caratterizzato l'attività del Ristori.
Nel la sala fu intitolata ad Adelaide Ristori, quando la rappresentazione della Maria Stuarda di Schiller da parte della sua compagnia ebbe un successo travolgente.
Centro della vita veronese dello spettacolo, il Ristori ebbe fra gli spettatori illustri perfino Richard Wagner con la moglie Cosima (nel 1876) e fra i protagonisti in scena tutti i più grandi attori tra fine Ottocento e inizio Novecento, da Sarah Bernhardt a Ermete Zacconi e Ruggero Ruggeri, e cantanti come Beniamino Gigli all'inizio della sua carriera.
Importanti attori recitarono al teatro Ristori come Leopoldo Fregoli, Ettore Petrolini, Totò, Macario, Renato Rascel, Walter Chiari, Wanda Osiris, Carlo Dapporto, Ugo Tognazzi, Dario Fo. Anche Vasco Rossi vi ha tenuto un concerto.
Con gli anni però il Teatro Ristori cominciò a sentire la decadenza e divenne anche un cinema ed un teatro con spettacoli un po' osé, per essere, quindi, prima gestito da una cooperativa e poi per essere chiuso al pubblico completamente.

### Il restauro
Nel 2001 Cariverona acquista l'edificio oramai mezzo diroccato, dando così inizio al restauro ed al rinnovamento completo dello stabile, conclusosi nel 2011, dopo trent'anni circa dalla chiusura. L'intervento punta a mantenere l'aspetto esterno dell'edificio e la sala il più possibile simile a come era nel passato, mentre per gli altri spazi, come il ridotto, si è provveduto ad una nuova e completa risistemazione, di gusto più moderno, accordandosi pur bene con il resto delle strutture. L'acustica e la scenotecnica sono a cura di Enrico Moretti e Maria Cairoli (Biobyte).
Il 14 gennaio 2012 è avvenuta la riapertura con uno spettacolo a cui hanno partecipato Alessandro Baricco, il violoncellista Mario Brunello e l'orchestra dell'Arena di Verona.

## Descrizione

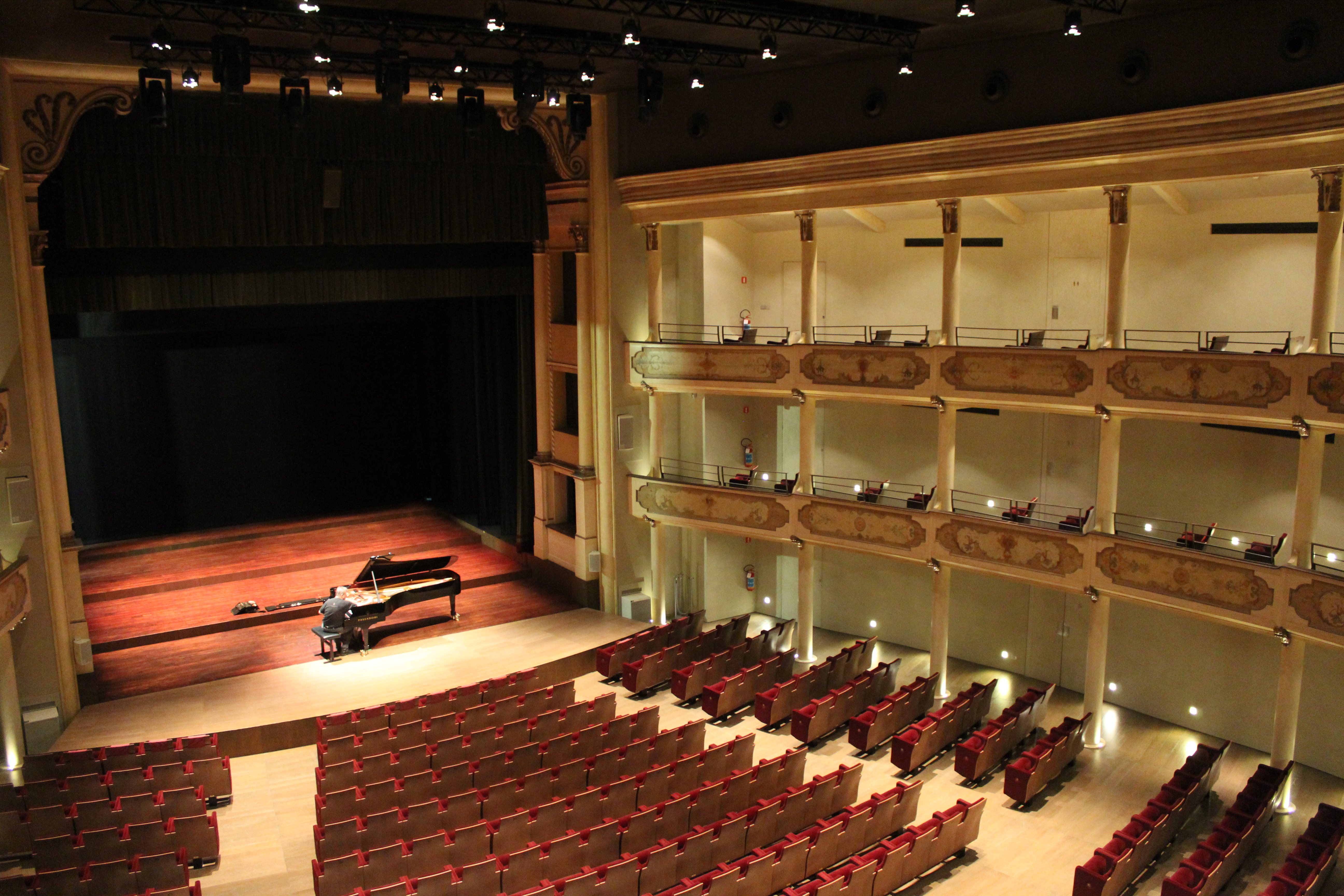
L'interno

Dal ridotto in stile moderno si può accedere alla vecchia sala all'italiana con due ordini di palchi ornati da intarsi, molto simile a come era una volta, di un gusto semplice e raffinato. Il palco e lo spazio recitativo sono modificabili: infatti grazie ad un sistema di cinque piattaforme mobili lo spazio diventa polifunzionale secondo le esigenze. Si può creare una buca per l'orchestra, una disposizione a gradoni, l'abbassamento al piano della platea per realizzare anche un salone da ballo.

## Eventi
La tipologia di eventi organizzata dal teatro è molteplice: vengono tenuti concerti e spettacoli di danza, inoltre vengono trasmesse in diretta live alcune opere liriche o concerti sinfonici dai grandi teatri del mondo. Il teatro è anche utilizzato per incontri, conferenze, manifestazioni culturali e convegni.
Tra i Direttori d'orchestra più celebri dell'800 che hanno diretto al Teatro di Verona, si annovera il M° Antonino Palminteri, presente sul podio del Ristori alla fine del 1890, portando in scena opere quali Martha di Friedrich von Flotow, Cavalleria rusticana di Pietro Mascagni e Aida di Giuseppe Verdi. Soprattutto in occasione della messa scena dell'opera teatrale verdiana, la Stampa ne ha esaltato gli esiti con queste parole:"Alla seconda rappresentazione dell'"Aida" si confermò il successo della prima sera […]. In complesso lo spettacolo va egregiamente; da un pezzo, sicuramente al Ristori non se ne è avuto uno simile. […] Ho tenuto per ultimo l'orchestra diretta dal signor Palminteri appunto perché essa riassume tutto quanto lo spettacolo. Il direttore di essa merita i maggiori elogi per il modo veramente fine col quale concertò l'opera e seppe farne risaltare tutte le bellezze con mezzi limitati"